# Хайласан
Хайласан (бур. Хайласан) — село в Могойтуйском районе Агинского Бурятского округа в Забайкальском крае России. 
Входит в состав сельского поселения Ага-Хангил.

## География
Хайласан находится возле села Ага-Хангил.

## История
Село официально образовано в 2014 году.
Закон Забайкальского края от 05 мая 2014 года N 977-ЗЗК «О преобразовании некоторых населённых пунктов Забайкальского края»: сообщал:
Преобразовать следующие населённые пункты:
на территории Могойтуйского района

а) село Ага-Хангил путем выделения, не влекущего изменения границ сельского поселения «Ага-Хангил», сельских населённых пунктов с отнесением их к категории сел с предполагаемыми наименованиями — Гомбо-Хунды и Хайласан
В апреле 2014 года вышло Постановление Законодательного Собрания Забайкальского края «О предложениях о присвоении наименований некоторым географическим объектам — населённым пунктам Забайкальского края» № 148 от 16.04.2014, решившее:
1. Одобрить предложения органов местного самоуправления о присвоении нижеследующим вновь созданным населённым пунктам наименований:
2) на территории Могойтуйского района:
а) в сельском поселении «Ага-Хангил» — село Гомбо-Хунды и село Хайласан;

Распоряжение Правительства РФ от 01.03.2016 № 350-р закрепило название села на федеральном уровне.

## Население
| 2021 |
| ---- |
| 0    |

## Инфраструктура
Животноводство. Личное подсобное хозяйство.

## Транспорт
Выезд на автомобильную дорогу федерального значения А350 Чита — Забайкальск — государственная граница с Китаем.